# Chiesa dei Santi Pietro e Paolo (Monteceneri)
La chiesa parrocchiale dei Santi Pietro e Paolo è un edificio religioso che si trova a Camignolo, frazione di Monteceneri in Canton Ticino.

## Storia
Citata nel 1424, venne completamente ricostruita nel 1670 e subì ulteriori trasformazioni nel 1719.

## Descrizione
La chiesa ha una pianta ad unica navata, terminante in un coro rettangolare.